# Alter Wasserturm Flensburg
Der Alte Wasserturm in Flensburg steht auf dem 59 Meter hohen Mühlenberg auf der Westseite der Flensburger Förde im Stadtteil Friesischer Berg. Er entstand im Jahr 1902 nach Entwürfen des Stadtbaurates Otto Fielitz, auf dem höchsten Punkt der Stadt, dort wo ursprünglich eine Windmühle stand. Der 29,3 Meter hohe Wasserturm bildet mit den beidseitig angebauten Gebäuden ein fast symmetrisches Ensemble und steht mit diesen unter Denkmalschutz.

## Bauwerk
Bei dem Turm handelt es sich um ein Backsteinbauwerk von zylindrischer Grundform, das von einem Kegeldach mit Kupferlaterne abgeschlossen wird. Im Innern befindet sich ein Hängebodenbehälter mit 350 m³ Fassungsvermögen. Im Unterschied zu vielen historischen Wassertürmen kragt der Behälterbereich nicht vor, er ist lediglich durch ein Gesims vom unteren Turmteil abgegrenzt. Das Eingangsportal ist als Vorbau gestaltet und weist eine rundbogige Oberlichttür auf.
Die gelben Backsteinwände werden durch zahlreiche Zierelemente aus rotem Backstein aufgelockert und strukturiert, wobei verschiedene Rautenmuster Verwendung finden. Unter dem Dachansatz ist das Ziermauerwerk außergewöhnlich aufwendig gestaltet.
Die kupferne Laterne bildet einen besonderen Akzent. Ihr Dach ist kuppelförmig und die rundbogigen Fenster werden von Pilastern eingerahmt.

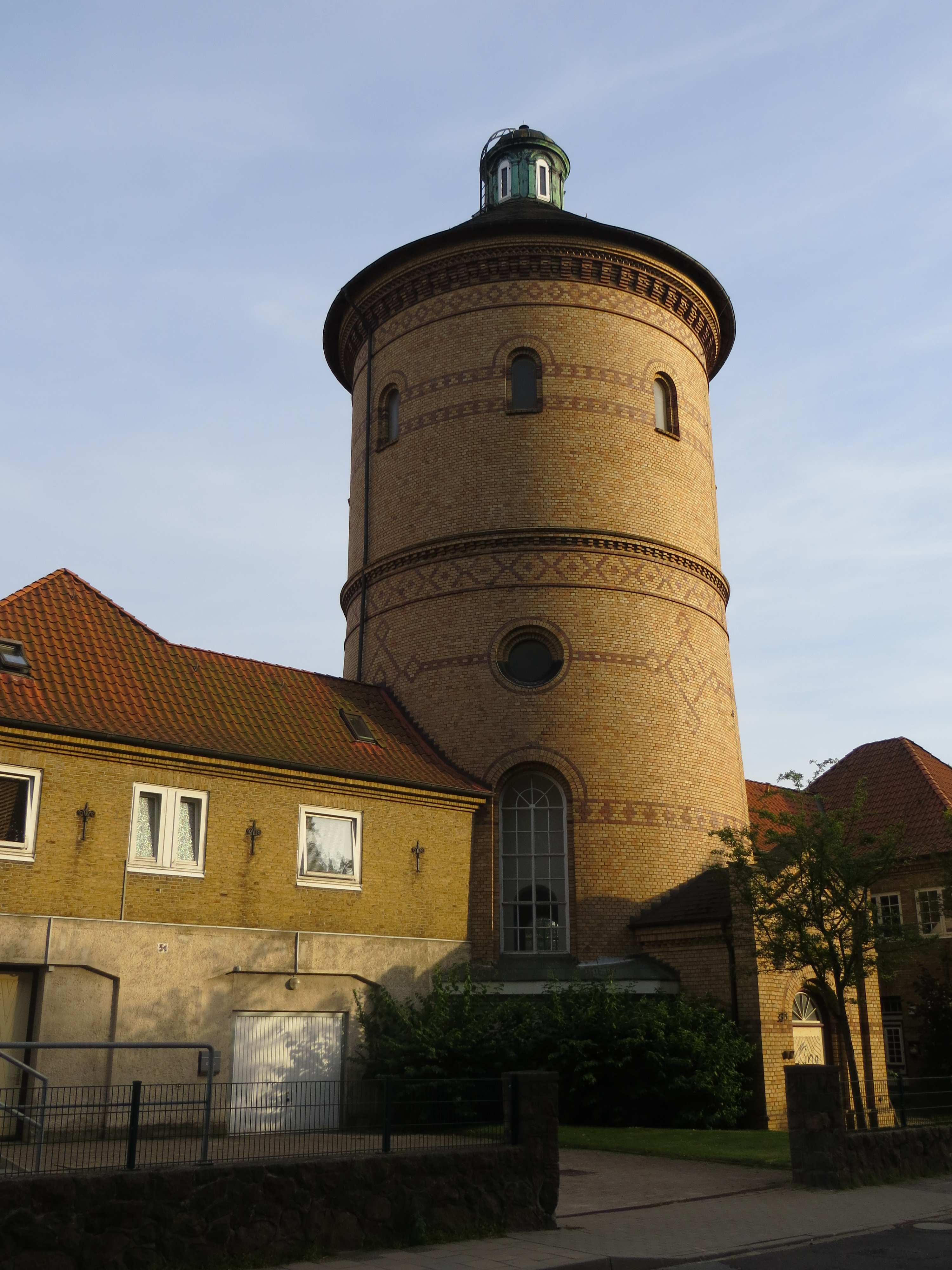
Der Alte Wasserturm von vorne
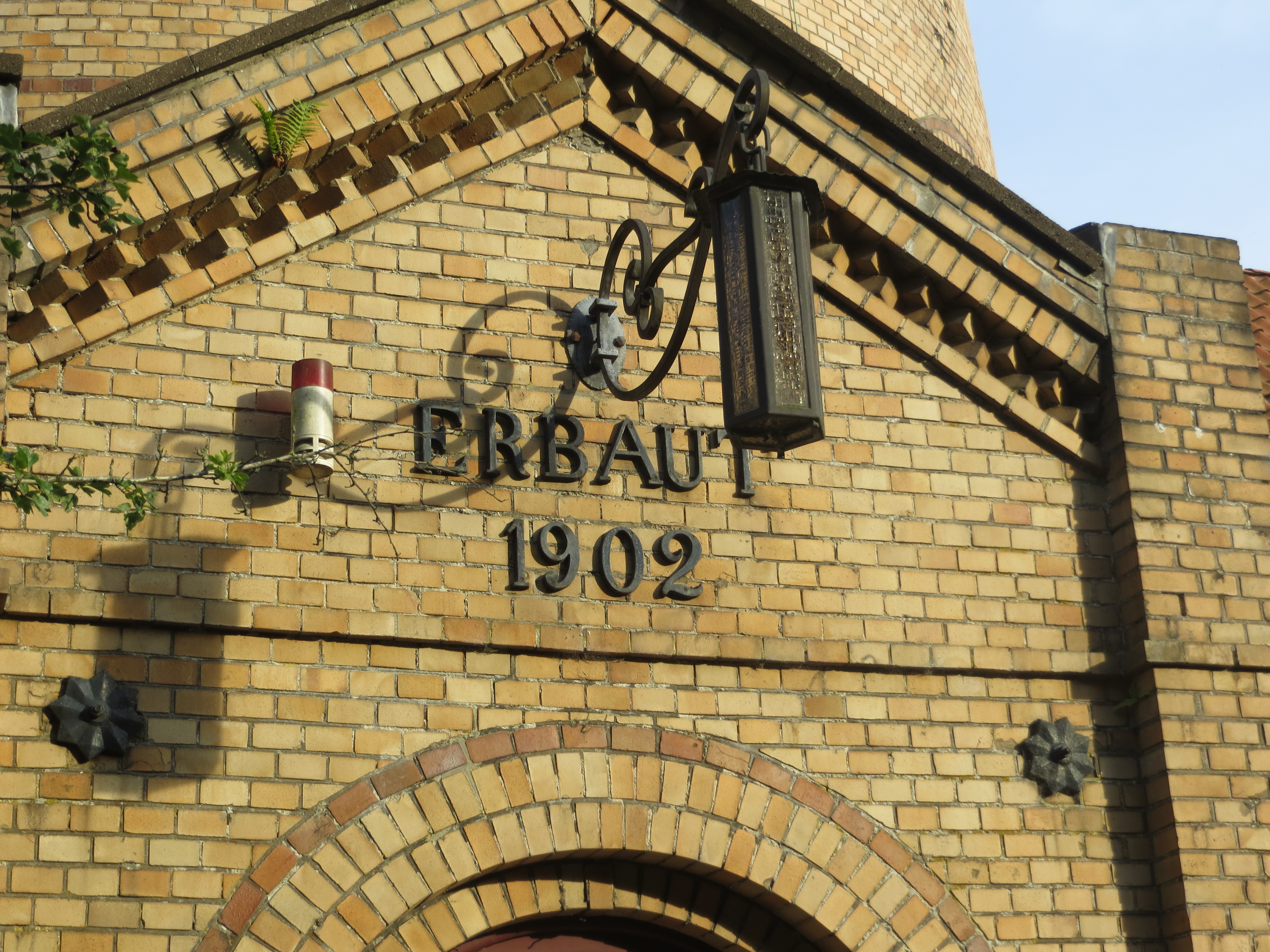
Erbaut 1902
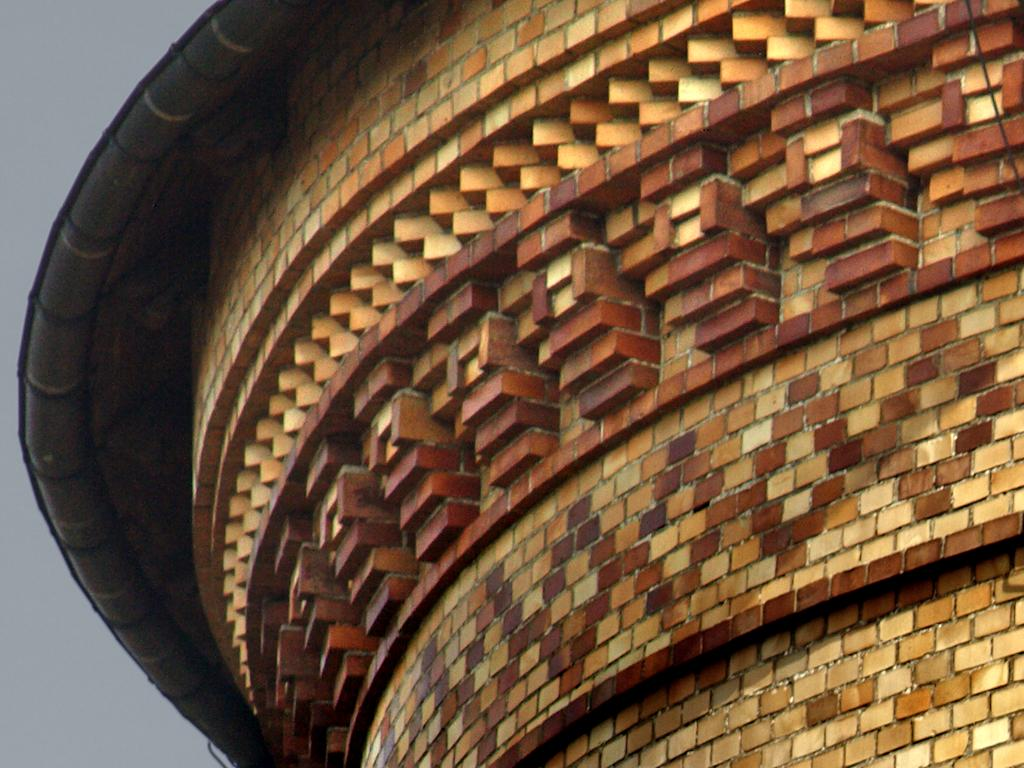
Ziermauerwerk unter dem Dachansatz
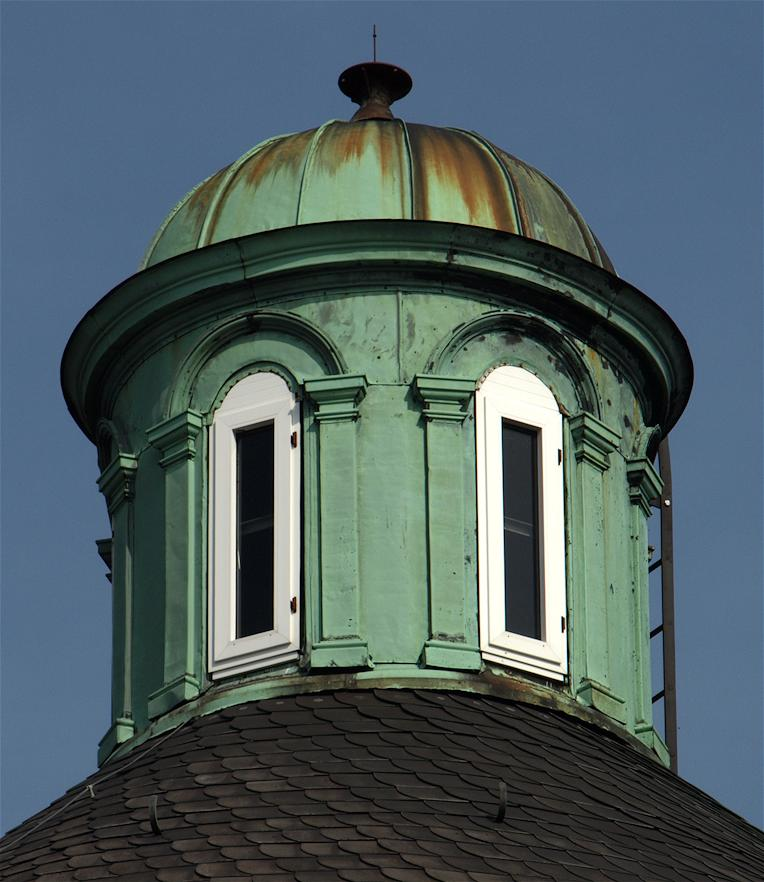
Laterne auf der Turmspitze mit historistischen Formelementen

## Geschichtliches

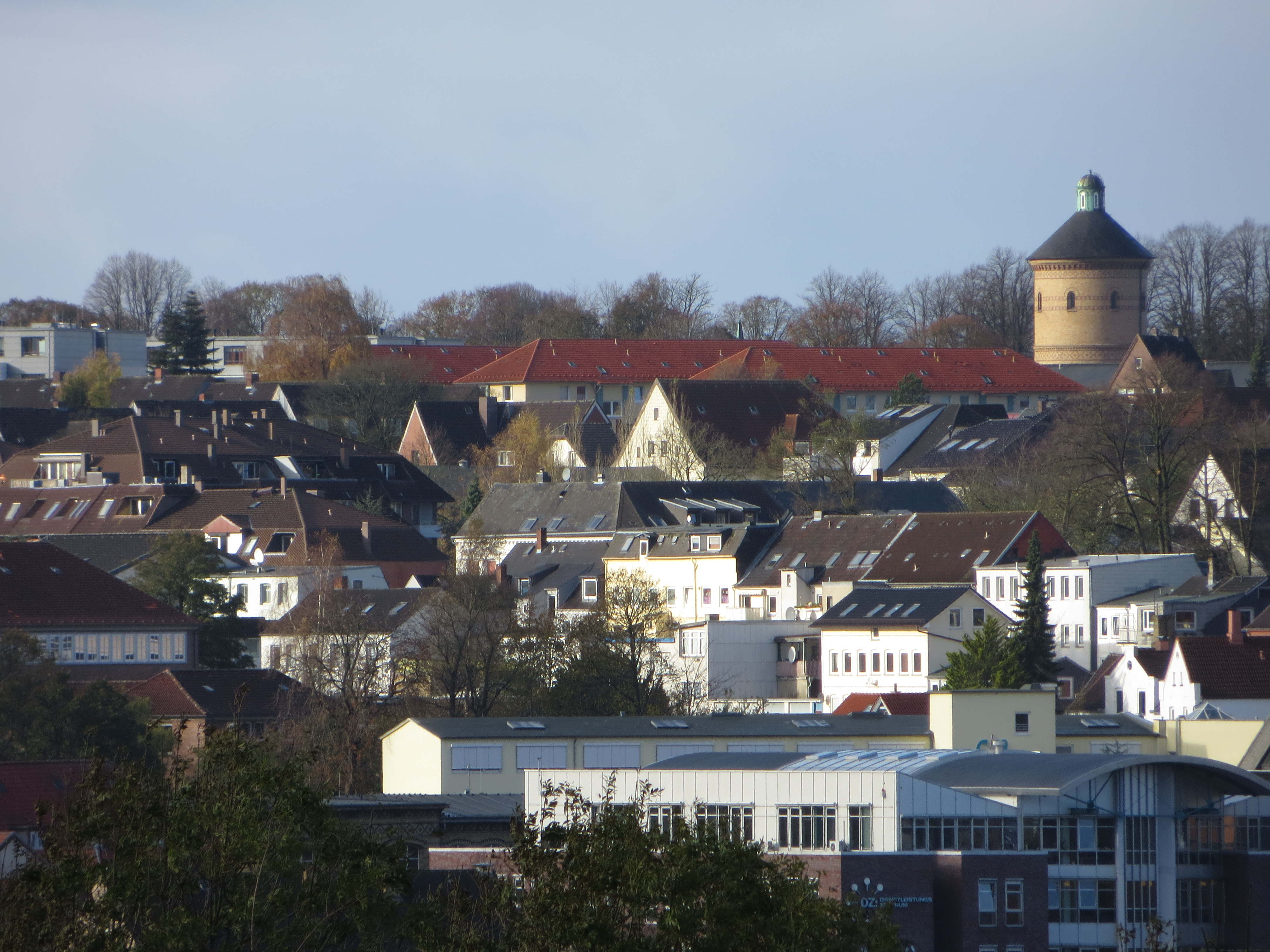
Der Alte Wasserturm vom Sandberg aus

Bis zur zweiten Hälfte des 19. Jahrhunderts wurde Flensburg durch private und öffentliche Brunnen dezentral mit Trinkwasser versorgt. Dann führte der Bevölkerungszuwachs zunehmend zu Engpässen. Außerdem deckte eine Untersuchung im Auftrag der Militärbehörde erhebliche hygienische Mängel auf. Daraufhin beschloss das Stadtcollegium 1879 den Bau einer zentralen Wasserversorgung. Mit der Planung wurde der Zivilingenieur C.J. Hansen betraut.
Die Anlage bestand anfangs aus einem Wasserwerk in der Nähe des Ostseebades an der Förde und einem Erdhochbehälter auf dem 59 m hohen Mühlenberg. Das Wasserwerk förderte das Wasser aus sechs Quellen mittels 16 Brunnen und pumpte es dann zum Hochbehälter, der 600 m³ fassen konnte.
In den folgenden Jahren wuchs Flensburg weiter, auch in den höheren Lagen entstanden mehrstöckige Wohnhäuser. Um den Wasserdruck zu gewährleisten, reichte das Niveau des Hochbehälters nicht mehr aus. So entschloss die Stadt sich zum Bau eines Wasserturms, wozu sie das dem Hochbehälter benachbarte Grundstück erwarb. Die Planung des Bauwerks lag bei Zivilingenieur G. Oesten. Der Turm wurde 1902 fertiggestellt, das Wasserniveau lag jetzt bei ca. 76 m ü. NN.
1961 ließ die Stadt auf der Ostseite der Förde einen weiteren Wasserturm errichten. Dessen Behälterhöhe musste exakt dem Niveau des alten Wasserturms angepasst werden, da beide Türme in das gleiche Netz einspeisten.